# Burgstall Ottenberg

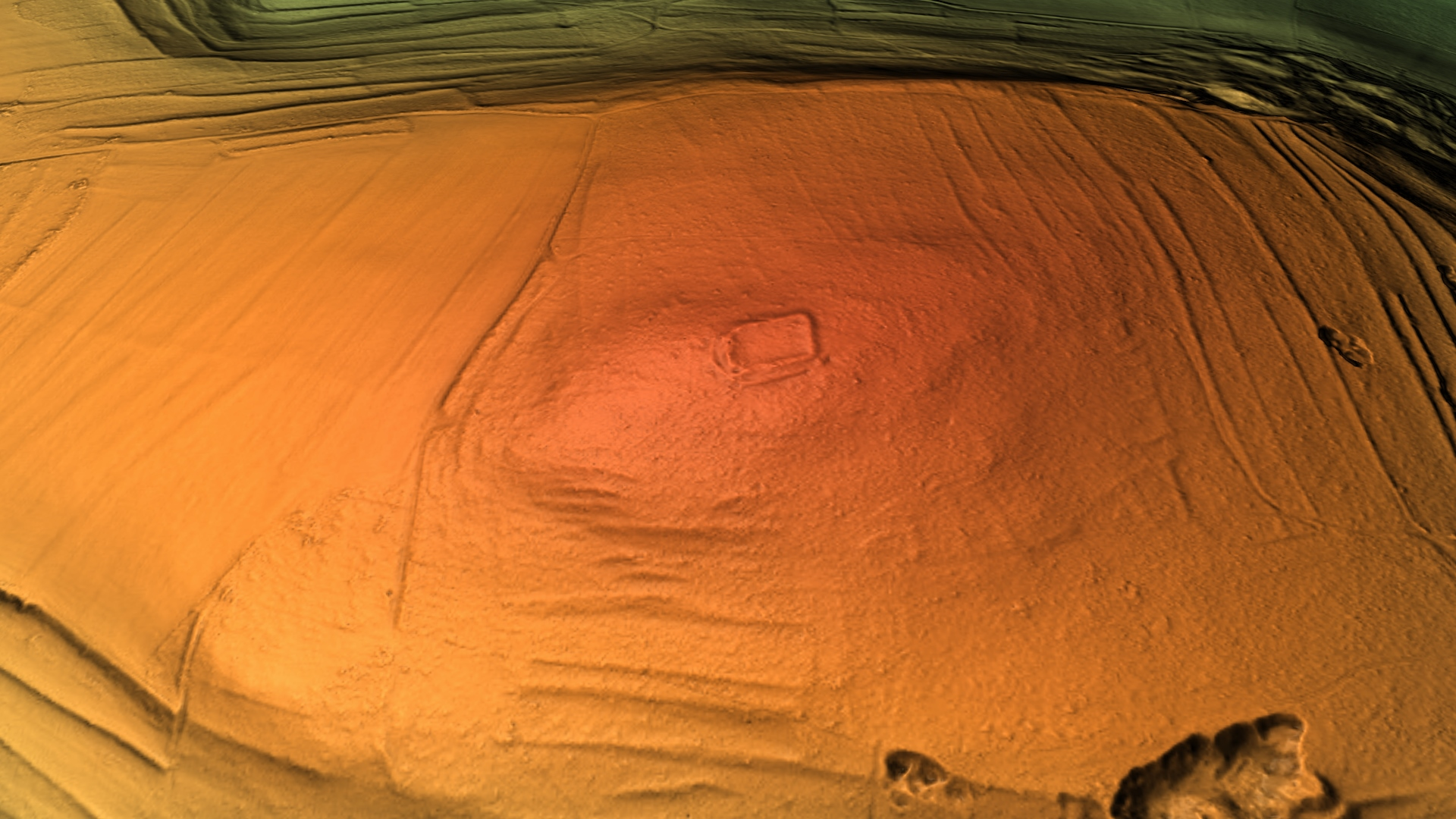
3D-Ansicht des digitalen Geländemodells

Der Burgstall Ottenberg ist eine abgegangene mittelalterliche Höhenburg in der Oberpfälzer Gemeinde Pilsach im Landkreis Neumarkt in der Oberpfalz von Bayern. Der Burgstall liegt 1200 m westlich von Pilsach auf dem Ottenberg. Die Anlage wird als Bodendenkmal unter der Aktennummer D-3-6634-0005 im Bayernatlas als „mittelalterlicher Burgstall“ geführt. 

## Beschreibung
An der höchsten Stelle des Ottenberges befindet sich das Rechteck eines Steinwalls ohne Graben. Die Ausmaße betragen 43 × 30 m. An der Mitte der Westseite liegt eine Mulde, welche den Bereich etwas erweitert. Um 1805 standen hier noch Mauerreste, die in der Zwischenzeit abgekommen sind.

## Geschichte
Zu Pilsach saß ein Reichsministerialengeschlecht, das im 12. Jahrhundert zusammen mit anderen Reichsdienstmannen genannt wird. So erscheint 1138 in einer Urkunde des Klosters Weihenstephan ein Scrutolf de Bibesache. In einer Urkunde vom 2. Februar 1282 des Klosters Seligenporten werden als Zeugen das Brüderpaar Gotfrid und Werinher de Bebesbach genannt. Dieses Reichsministerialengeschlecht lebte vermutlich in den Herren von Pilsach weiter, die bis in das 16. Jahrhundert als herzogliche Beamte im Gebiet um Neumarkt tätig waren. Zu Pilsach sind sie bis Mitte des 14. Jahrhunderts nachgewiesen, so findet man 1310 und 1322 einen Konrad den Pildsaher in einer Urkunde des Klosters Seligenporten. Das Geschlecht saß auf dem Ottenberg, dem „oberen Sitz“ zu Pilsach. Ende des 13. Jahrhunderts gab es auch einen „unteren Sitz“ in Pilsach, den das Adelsgeschlecht der Senfft von Pilsach innehatte.
Das Reichsministerialengeschlecht der Pilsacher trat in der Folge in den Dienst des Landesherrn, da ihr Besitz zur Ausbildung einer eigenen Herrschaft nicht ausreichte. Als letzter verkaufte am 15. März 1405 Konrad Pilsacher, nun Bürger zu Nürnberg, seine Güter zu Pilsach an Marquard den Schmid. Als die Letzte der Pilsacher verstarb 1490 Katharina Pilsacher als Klosterfrau zu Seligenporten.